# CatCat
CatCat — финский поп-дуэт, представители Финляндии на конкурсе песни Евровидение-1994.

## История
В состав коллектива входят сёстры Катя и Вирпи Кятка (во мн. числе — Kätkät; что звучало похоже на CatCat (отсюда название группы)). Группа создана в городке Юлиторнио, родном для её участниц. CatCat выпустили одноимённый дебютный альбом в 1992 году, а к 1994 году получили возможность представить свою страну на песенном фестивале Евровидение-1994 с композицией «Bye Bye Baby». Набрав 11 баллов, сёстры заняли 22-е место. Выступавшая в тяжёлых традиционных костюмах группа в сопровождении традиционного оркестра была охарактеризована британским комиком Терри Воганом, комментировавшим шоу, как «выступавшая в нижнем белье их матери» (their mother’s underwear).
Неудачное выступление на фестивале заставило распасться CatCat к 1995 году. Однако уже в 2000 году исполнительницы снова воссоединились, и в настоящий момент успешно продолжают совместные выступления.

## Дискография

### Альбомы
- CatCat (1992)
- Bye Bye Baby (1994)
- Kynttilöiden syttyessä (1994)
- Enkeli (1995)
- Yö ja päivä (2001)

### Сборники
- Parhaat (2002)
- Hitit (2004)